# 蔡世佐
蔡世佐，浙江省杭州府仁和縣人，清朝政治人物、進士出身。
光緒六年（1880年），参加庚辰科殿試，登進士二甲第46名。同年五月，改翰林院庶吉士。光緒十二年四月，散館，著以知县即用。